# Hassan Ibrahim
Hassan Ibrahim (en arabe : حسن إبراهيم), né en 1917 à Alexandrie (royaume d’Égypte) et mort le 1er février 1990 au Caire, est un officier de l’armée de l’air égyptienne et l’un des fondateurs du mouvement des Officiers libres.

## Biographie
Ibrahim voit le jour en 1917 dans la cité d’Alexandrie, alors gouvernée par le royaume d’Égypte,. Il achève, en 1927, sa formation au sein de l’Académie royale de l’air égyptienne,.

### Mouvement des officiers libres
Ibrahim figure parmi les cinq officiers militaires qui constituent la première cellule du Mouvement des officiers libres, fondé en juillet ou septembre 1949,. Bien que certaines sources affirment qu’il aurait appartenu, avec d’autres officiers, à l’unité spéciale des Frères musulmans entre 1944 et 1945,, d’autres rapports suggèrent plutôt son affiliation au groupe dit de la Jeune Égypte. Il compte également parmi les neuf membres du comité directeur des Officiers libres, mouvement à l’origine de la révolution de 1952. À la suite de son succès, Ibrahim intègre le Conseil de commandement de la révolution, instance souveraine composée de quatorze officiers, chargée de gouverner l’Égypte durant la période postérieure au coup d’État. 

### Carrière
Ibrahim prend part au conflit palestinien de 1948. Promu capitaine de groupe au sein de l’armée de l’air en 1952, il assume, deux années plus tard, le commandement de l’unité militaire chargée de contraindre le président Mohammed Naguib à quitter le palais d’Abdine, marquant ainsi son éviction du pouvoir. La même année, il figure parmi les trois magistrats désignés pour instruire le procès des membres des Frères musulmans, à la suite de leur tentative d’assassinat visant le président Gamal Abdel Nasser. Les deux autres juges siégeant à ce tribunal sont Anouar el-Sadate et Abdel Latif Boghdadi. 
Ibrahim est nommé ministre des Affaires présidentielles en 1954. Deux années plus tard, en 1956, il accède à la direction de l’Agence économique égyptienne. Après une carrière dans le monde des affaires, il est désigné, en février 1964, comme l’un des sept vice-adjoints du président Nasser. Il intègre l’Union socialiste arabe dès sa fondation en 1962, occupant les fonctions de sous-secrétaire au département des Finances et du Commerce. À ce poste, il partage ses attributions avec Abdul Munim Qaysuni, un éminent économiste. Son rôle de vice-adjoint prend fin en 1966, lorsque Nasser exige la cessation de sa relation extraconjugale. Par la suite, Ibrahim se consacre exclusivement à ses activités commerciales.

### Dernières années et la mort
En 1975, Ibrahim – dont l’identité complète demeure sujette à vérification – s’entretient à plusieurs reprises avec l’écrivain égyptien Sami Gohar. Ces entretiens, consignés dans l’ouvrage Les silencieux parlent : Abdelnasser et le massacre des Frères musulmans, contiennent des critiques acerbes à l’encontre de Gamal Abdel Nasser, alors ancien président de la République arabe unie. L’œuvre, à la tonalité polémique, expose une vision particulièrement sévère de la politique nassérienne, notamment concernant la répression des Frères musulmans. Ibrahim, dont les prises de position demeurent peu documentées par ailleurs, s’éteignit en 1990. 

## Décorations
Ibrahim se voit attribuer le Grand Collier de l’Ordre du Nil en 1956.
- Malaisie :
  -  Grand Commandeur Honoraire de l'Ordre du Défenseur du Royaume (SMN (K)) - Tun (1965)[9]